# Eviota albolineata
Eviota albolineata es una especie de peces de la familia de los Gobiidae en el orden de los Perciformes.

## Morfología
Los machos pueden llegar a alcanzar los 3 cm de longitud total.

## Distribución geográfica
Se encuentra desde el África Oriental hasta las Tuamotu, Taiwán, Micronesia y Okinawa (Japón ).

## Observaciones
Es inofensivo para los humanos.